# Prasinopyra
Prasinopyra är ett släkte av fjärilar. Prasinopyra ingår i familjen nattflyn.
Kladogram enligt Catalogue of Life:
| Prasinopyra | \| \| Prasinopyra metacausta \| \| \| \| \| \| Prasinopyra metaleuca \| \| \| \| \| \| Prasinopyra simifascia \| \| \| \| |
|             | \| \| Prasinopyra metacausta \| \| \| \| \| \| Prasinopyra metaleuca \| \| \| \| \| \| Prasinopyra simifascia \| \| \| \| |
|             | Prasinopyra metacausta |
|             | |
|             | Prasinopyra metaleuca |
|             | |
|             | Prasinopyra simifascia |
|             | |